# Aeródromo Entrada Mayer
El Aeródromo Entrada Mayer (OACI: SCEY), es un terminal aéreo ubicado junto a la localidad de Entrada Mayer, cerca de Villa O'Higgins, Provincia Capitán Prat, Región de Aysén, Chile. Este aeródromo es de carácter público.